# Ехідіо Аревало Ріос
Ехі́діо Аре́вало Рі́ос (ісп. Egidio Arévalo Ríos, МФА: [eˈxiðjo aˈɾeβalo ˈri.os]; нар. 27 вересня 1982, Пайсанду) — уругвайський футболіст, півзахисник клубу «Палермо».
Насамперед відомий виступами за клуби «Белья Віста» та «Пеньяроль», а також за національну збірну Уругваю.

## Клубна кар'єра
У дорослому футболі дебютував у 1999 році виступами за команду клубу «Пайсанду Белья Віста», в якій провів два сезони, взявши участь у 35 матчах чемпіонату.
Своєю грою за цю команду привернув увагу представників тренерського штабу клубу «Белья Віста», до складу якого приєднався 2001 року. Відіграв за команду з Монтевідео наступні п'ять сезонів своєї ігрової кар'єри. Більшість часу, проведеного у складі «Белья Вісти», був гравцем основного складу команди.
У 2006 році уклав контракт з клубом «Пеньяроль», у складі якого провів наступні один рік своєї кар'єри гравця. Граючи у складі «Пеньяроля» також здебільшого виходив на поле в основному складі команди.
Згодом з 2007 до 2009 року грав у складі команд клубів «Монтеррей», «Данубіо» та «Сан-Луїс».
З 2009 року знову, цього разу два сезони захищав кольори команди клубу «Пеньяроль».
Протягом 2011—2012 років захищав кольори клубів «Ботафогу» та «Тіхуана».
До складу італійського «Палермо» приєднався 2012 року.

## Виступи за збірні
2006 року дебютував в офіційних матчах у складі національної збірної Уругваю. Наразі провів у формі головної команди країни 34 матчі.
У складі збірної був учасником чемпіонату світу 2010 року у ПАР, а також розіграшу Кубка Америки 2011 року в Аргентині, де уругвайці здобули титул континентальних чемпіонів.
У 2012 році захищав кольори олімпійської збірної Уругваю. У складі цієї команди провів 4 матчі. У складі збірної — учасник футбольного турніру на Олімпійських іграх 2012 року у Лондоні.
| Дата       | Місто            | Господарі      | Результат             | Гості          | Турнір                          | Голи | Примітки   |
| ---------- | ---------------- | -------------- | --------------------- | -------------- | ------------------------------- | ---- | ---------- |
| 27/09/2006 | Маракайбо        | Венесуела      | 1 – 0                 | Уругвай        | товариський матч                | -    |            |
| 07/02/2007 | Кукута           | Колумбія       | 1 – 3                 | Уругвай        | товариський матч                | -    |            |
| 24/03/2007 | Сеул             | Південна Корея | 0 – 2                 | Уругвай        | товариський матч                | -    |            |
| 02/06/2007 | Монтевідео       | Уругвай        | 2 – 2                 | Чилі           | товариський матч                | -    |            |
| 03/03/2010 | Санкт-Галлен     | Швейцарія      | 1 – 3                 | Уругвай        | товариський матч                | -    |            |
| 26/05/2010 | Монтевідео       | Уругвай        | 4 – 1                 | Ізраїль        | товариський матч                | -    |            |
| 11/06/2010 | Кейптаун         | Уругвай        | 0 – 0                 | Франція        | ЧС 2010 - 1-й етап              | -    |            |
| 16/06/2010 | Преторія         | ПАР            | 0 – 3                 | Уругвай        | ЧС 2010 - 1-й етап              | -    |            |
| 22/06/2010 | Рустенбург       | Мексика        | 0 – 1                 | Уругвай        | ЧС 2010 - 1-й етап              | -    |            |
| 26/06/2010 | Порт-Елізабет    | Уругвай        | 2 – 1                 | Південна Корея | ЧС 2010 - 1/8 фіналу            | -    |            |
| 02/07/2010 | Йоганнесбург     | Уругвай        | 1 – 1 (4-2 п.п.)      | Гана           | ЧС 2010 - чвертьфінал           | -    |            |
| 06/07/2010 | Кейптаун         | Уругвай        | 2 – 3                 | Нідерланди     | ЧС 2010 - півфінал              | -    |            |
| 10/07/2010 | Порт-Елізабет    | Уругвай        | 2 – 3                 | Німеччина      | ЧС 2010 - матч за третє місце   | -    | 4-те місце |
| 11/08/2010 | Лісабон          | Ангола         | 0 – 2                 | Уругвай        | товариський матч                | -    |            |
| 17/11/2010 | Сантьяго         | Чилі           | 2 – 0                 | Уругвай        | товариський матч                | -    |            |
| 25/03/2011 | Таллінн          | Естонія        | 2 – 0                 | Уругвай        | товариський матч                | -    |            |
| 29/03/2011 | Дублін           | Ірландія       | 2 – 3                 | Уругвай        | товариський матч                | -    |            |
| 29/05/2011 | Зінсгайм         | Німеччина      | 2 – 1                 | Уругвай        | товариський матч                | -    |            |
| 08/06/2011 | Монтевідео       | Уругвай        | 1 – 1 (3-5 п.п.)      | Нідерланди     | товариський матч                | -    |            |
| 23/06/2011 | Ривера           | Уругвай        | 3 – 0                 | Естонія        | товариський матч                | -    |            |
| 04/07/2011 | Сан-Хуан         | Уругвай        | 1 – 1                 | Перу           | Копа Америка 2011 - 1-й етап    | -    |            |
| 08/07/2011 | Мендоса          | Уругвай        | 1 – 1                 | Чилі           | Копа Америка 2011 - 1-й етап    | -    |            |
| 12/07/2011 | Ла-Плата         | Уругвай        | 1 – 0                 | Мексика        | Копа Америка 2011 - 1-й етап    | -    |            |
| 16/07/2011 | Санта-Фе         | Аргентина      | 1 – 1 д.ч. (4-5 п.п.) | Уругвай        | Копа Америка 2011 - чвертьфінал | -    |            |
| 19/07/2011 | Ла-Плата (місто) | Перу           | 0 – 2                 | Уругвай        | Копа Америка 2011 - півфінал    | -    |            |
| 24/07/2011 | Буенос-Айрес     | Уругвай        | 3 – 0                 | Парагвай       | Копа Америка 2011 - Фінал       | -    | 1-е місце  |
| 07/10/2011 | Монтевідео       | Уругвай        | 4 – 2                 | Болівія        | Відбір до ЧС 2014               | -    |            |
| 11/10/2011 | Асунсьйон        | Парагвай       | 1 – 1                 | Уругвай        | Відбір до ЧС 2014               | -    |            |
| 11/11/2011 | Монтевідео       | Уругвай        | 4 – 0                 | Чилі           | Відбір до ЧС 2014               | -    |            |
| 15/11/2011 | Рим              | Італія         | 0 – 1                 | Уругвай        | товариський матч                | -    |            |
| 29/02/2012 | Бухарест         | Румунія        | 1 – 1                 | Уругвай        | товариський матч                | -    |            |
| 25/05/2012 | Москва           | Росія          | 1 – 1                 | Уругвай        | товариський матч                | -    |            |
| 02/06/2012 | Монтевідео       | Уругвай        | 1 – 1                 | Венесуела      | Відбір до ЧС 2014               | -    |            |
| 10/06/2012 | Монтевідео       | Уругвай        | 4 – 2                 | Перу           | Відбір до ЧС 2014               | -    |            |
| Усього     |                  | Матчів         | 34                    |                | Голів                           | 0    |            |

## Титули і досягнення
- Чемпіон Уругваю (1):

«Пеньяроль»: 2009–10
- Володар Кубка Америки (1): 2011